# Banca Finnat
Banca Finnat Euramerica è una banca fondata nel 1898 dalla famiglia Nattino, da cui prende anche il nome.
Dapprima finanziaria, poi commissionaria di Borsa e successivamente società di intermediazione mobiliare (SIM), nel 1998 diventa banca.

## Storia
Le origini e la storia di Banca Finnat risalgono al 1898, quando Pietro Nattino intraprese l'attività finanziaria fondando la Finanziaria Nattino (in sigla Finnat), poi proseguita dalle generazioni successive fino alla data odierna. Nel 1961, con la partecipazione del gruppo Morgan, venne fondata la società finanziaria Euramerica. Successivamente, nel 1991, con la nuova legge sulle SIM, la Finnat e l'Euramerica furono registrate come SIM. Nel 1998 la società divenne una banca specializzata nella fornitura di servizi di investimento per i clienti istituzionali, per le imprese private e per i clienti privati.
Nel marzo 2018 Banca Finnat ha deciso di uscire dal London Stock Exchange, di cui era socia dal 2007, in seguito alla fusione della Borsa londinese con Borsa Spa: era l'ultimo socio bancario italiano. Nel 2018 Flavia Mazzarella viene nominata presidente, fino al 2021 quando viene sostituita dal nuovo presidente: Marco Tofanelli. Dopo aver provato ad acquisire Banca Cesare Ponti per crescere nel nord Italia, ha aggiornato il Piano Industriale sino al 2024 puntando a far crescere la controllata Investire Sgr Spa, la SGR immobiliare del Gruppo.
Nell'agosto 2022 Banca Finnat rileva da AM Holding, la società di Antonello Manuli, una quota di minoranza (9,9%) in Hedge Invest, società di investimento guidata da Alessandra Manuli, con la possibilità fra tre anni di rilevare un altro pacchetto del 15%.
Dal 2022 Banca Finnat non è più quotata in Borsa, l'Istituto romano dopo 83 anni lascia Piazza Affari.

## Organizzazione
Le principali aree operative di Banca Finnat sono la gestione patrimoniale e la consulenza finanziaria per clienti privati e Corporate, l’attività fiduciaria, i servizi per gli Investitori istituzionali, l’Advisory&Corporate Finance e la gestione di fondi immobiliari attraverso la controllata Investire Sgr S.p.A.. Attraverso Investire SGR S.p.A., società di gestione di fondi immobiliari, Banca Finnat gestisce 7 miliardi di attivi diversificati su vari prodotti e mercati.

## Sede e uffici principali
Palazzo Altieri, sede centrale di Banca Finnat, venne progettato a metà del XVII secolo dall'architetto Antonio De' Rossi, e successivamente affrescato da diversi artisti su commissione di papa Clemente X alla fine del XVIII secolo.  All'ingresso della banca è visibile l'affresco rappresentante “l'Apoteosi di Romolo” di Domenico Maria Canuti. Il gruppo ha inoltre uffici a Roma, Milano, Novi Ligure e Lugano.

## Azionariato
L'azionariato è così suddiviso:
- Nattino Holding: 89,57%
- Finnat Fiduciaria S.p.A.: 4,91%
- G.L. Investimenti S.r.l.: 2,26%
- H.P.A. S.r.l.:1,55%
- Salivetto Daniela: 1,36%

## Società controllate dal gruppo
- InvestiRE SGR S.p.A. - (59.15%)
- Finnat Fiduciaria S.p.A. - (100%)
- Finnat Gestioni S.A. - (70%)
- Natam S.A. - (100%)[12]